# カラッファ・デル・ビアンコ
カラッファ・デル・ビアンコ（イタリア語: Caraffa del Bianco）は、イタリア共和国カラブリア州レッジョ・カラブリア県にある、人口約500人の基礎自治体（コムーネ）。

## 地理

### 位置・広がり

#### 隣接コムーネ
隣接するコムーネは以下の通り。
- ビアンコ
- カジニャーナ
- フェッルッツァーノ
- サンターガタ・デル・ビアンコ